# Aulonocara steveni
Aulonocara steveni е вид бодлоперка от семейство Цихлиди (Cichlidae). Видът е уязвим и сериозно застрашен от изчезване.

## Разпространение
Разпространен е в Малави.

## Описание
На дължина достигат до 8,9 cm.